# Фоменко, Александра Николаевна
Александра Николаевна Фоменко (8 марта 1923, Бершадь — 11 января 2007) — советская и украинская певица (сопрано), Народная артистка УССР (1979).

## Биография
В 1954 году окончила Одесскую консерваторию — училась у Н. А. Урбан.
В 1955—1980 годах — солистка Одесской филармонии; награждена орденом «Знак Почета».
Выступала с концертами, в репертуаре — произведения П. Чайковского, С. Рахманинова, Р. Шумана, Ф. Шуберта, украинских авторов, произведений композиторов на слова А. Пушкина, М. Лермонтова, И. Франко, Т. Шевченко.
В 1970 начала преподавать в Одесской консерватории, в 1981 стала её доцентом.
Умерла 11 января 2007 года.